# Avenida Brasil (Rio de Janeiro)
A Avenida Brasil é um dos principais logradouros da cidade do Rio de Janeiro. Seu surgimento está associado à expansão da cidade para zonas residenciais mais afastadas da região central, ainda na primeira metade do século XX. A mesma passou a servir como porta de entrada por via rodoviária, até então atrelado por via marítima ou ferroviária. A avenida que era ligada a Rio-Petrópolis em 1941, chegou a ser a primeira rodovia federal (BR-01) em 1948.
Com 58,5 quilômetros de extensão, corta 26 bairros da cidade e tem o status de mais importante via expressa da cidade do Rio de Janeiro. Apenas um trecho, de 2,3 quilômetros, recebe exclusivamente o nome "Avenida Brasil", que se compreende entre a Avenida João XXIII, em Santa Cruz, e o acesso à pista da BR-101, no mesmo bairro.
É a segunda maior avenida em extensão do Brasil e o maior trecho urbano da BR-101, ligando exatamente a BR-101 norte (Ponte Rio-Niterói e Rodovia Rio-Vitória/Niterói-Manilha) à BR-101 sul (Rodovia Rio-Santos). Seu limite de velocidade é de até 90 quilômetros por hora, entretanto com os engarrafamentos, a velocidade média na via expressa diminui significativamente.
Além da BR-101, a Avenida Brasil também faz parte do percurso da BR-040, da BR-116 e da BR-465, totalizando todas as rodovias federais que passam pela cidade do Rio de Janeiro.
A Prefeitura do Rio de Janeiro mensura a Avenida Brasil, como a responsável pelo maior fluxo viário da cidade com mais de 800 mil veículos por dia, atribuído à influência geográfica da via - causado pelo fenômeno da migração pendular, isto é, o deslocamento diário dos trabalhadores da Baixada Fluminense e da Zona Norte e Zona Oeste ao Centro da cidade.

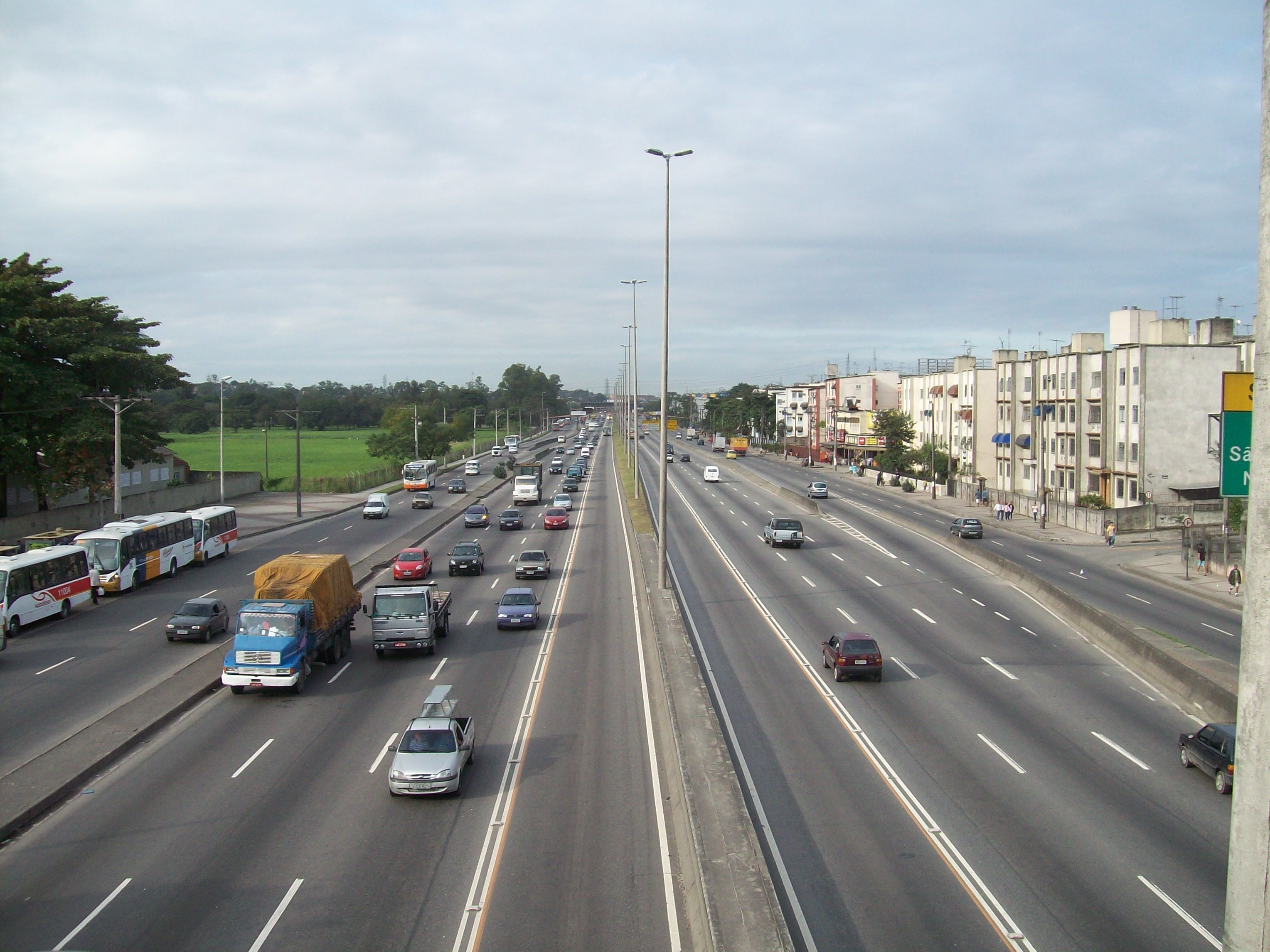
Avenida Brasil, altura de Irajá.

A avenida começa nas proximidades da Zona Portuária tendo como marco a Rodoviária Novo Rio como quilômetro 0 e corta dezenas de bairros até chegar a Santa Cruz, na Avenida João XXIII - o quilômetro final, na Zona Oeste. A Avenida Brasil é uma via estratégica para o dinamismo da cidade do Rio de Janeiro e importante historicamente.
Tem intersecções com a Ponte Rio-Niterói, Linha Vermelha, Linha Amarela, Rodovia Washington Luís, Via Dutra, Antiga Estrada Rio-São Paulo e a Rodovia Rio-Santos, garantindo assim ligação direta com a Baixada Fluminense, a Zona Norte, Zona Sul, Zona Oeste e a Zona Central.
Inaugurada em 1946, recebeu expansão à Zona Oeste com extinção da Avenida das Bandeiras em 1961, o que lhe garantiu esta transversalidade.
Também se tinha a intenção de diminuir os custos de circulação de mercadorias, assim como facilitar acesso às indústrias, que possuíam presença expressiva na região. Teve importante consolidação a partir da década de 1950, com a chegada da indústria automobilística principalmente nos Anos JK.
Nela se situa o Ceasa, no bairro de Irajá, um dos maiores entrepostos de hortifrutigranjeiros da América Latina, e a Fundação Oswaldo Cruz com o seu prédio em estilo arábico.
As críticas à Avenida Brasil geralmente são dirigidas aos seus problemas é melhorias.
- Ao não sempre ideal estado de conservação asfáltica, mais intensa do trecho Trevo das Margaridas ↔ Caju, diminuindo a velocidade do trânsito, causa congestionamentos, acidentes e danos aos veículos.
- Nos últimos anos, a Av.Brasil está sendo toda revitalizada, com a chegada do corredor expresso BRT TransBrasil. Várias empresas do setor privado vêm se instalando as margens da avenida mais famosa do país.

## O projeto

Carro transitando pela Avenida Brasil no século XX

A primeira tentativa de abrir a via aos veículos automotores é datado de 1906, durante a Era Pereira Passos da Prefeitura do Rio de Janeiro. O objetivo era conectar o Centro da cidade aos bairros localizados depois da Ponta do Caju até Irajá, tendo, como ponto de partida, a Avenida Rodrigues Alves e o Cais do Porto. Em 1916, o projeto estava sendo debatido nos primeiros congressos sobre estradas de rodagem.
Durante o Governo Washington Luís, diversos projetos para a futura rodovia (entre 1926 e 1928) foram considerados, aproveitando trechos do caminho de 1922, quando foi feita a primeira viagem de carro a Petrópolis, agregando alguns sócios do Automóvel Club. Foram feitos cinco estudos. A que seguia o litoral foi considerada a mais difícil de se executar.
O projeto de autoria de Jorge Macedo Vieira para o Bairro Industrial de Manguinhos (de 1927), com o trajeto pelo litoral, contrariou as tendências das escolhas de trajetos para aberturas de rodovias serem sempre pelo interior e foi a senha para determinar o atual trajeto da Avenida Brasil. A variante de acesso a Petrópolis, que daria origem à atual Avenida Brasil, foi construída na década de 1940, no período histórico denominado Era Vargas, para desafogar o tráfego nas ruas internas beirando a Estrada de Ferro Leopoldina, que nada mais eram que o antigo caminho para Petrópolis.

## Descrição da via expressa
O trajeto do Avenida Brasil cruza os bairros listados na tabela seguinte, sendo os percursos subdivididos de acordo com a distribuição de faixas da via expressa ao longo dos bairros.
| Percurso Zona Oeste | 1.º Percurso Zona Norte               | 2.º Percurso Zona Norte | 3.° Percurso Zona Norte          |
| ------------------- | ------------------------------------- | ----------------------- | -------------------------------- |
| Santa Cruz          | Guadalupe                             | Vista Alegre            | Benfica                          |
| Paciência           | Barros Filho                          | Vigário Geral           | Vasco da Gama                    |
| Campo Grande        | Fazenda Botafogo (bairro não-oficial) | Parada de Lucas         | Caju                             |
| Santíssimo          | Coelho Neto                           | Cordovil                | Bairro Imperial de São Cristóvão |
| Vila Kennedy        | Acari                                 | Brás de Pina            |                                  |
| Bangu               | Irajá                                 | Penha Circular          |                                  |
| Padre Miguel        |                                       | Penha                   |                                  |
| Realengo            |                                       | Olaria                  |                                  |
| Magalhães Bastos    |                                       | Ramos                   |                                  |
| Vila Militar        |                                       | Maré                    |                                  |
| Deodoro             |                                       | Bonsucesso              |                                  |
|                     |                                       | Manguinhos              |                                  |

### Distribuição das faixas por partes da Avenida Brasil nos dias atuais

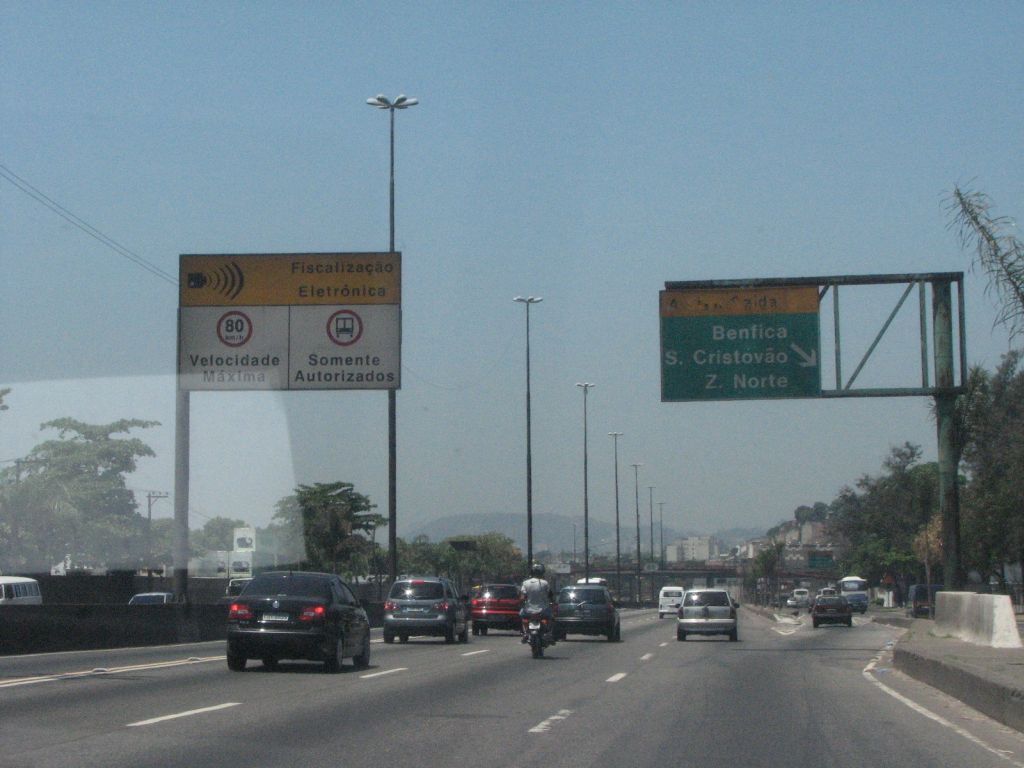
Trecho da avenida na altura do bairro de Manguinhos

- Caju ↔ Irajá: Uma pista central nos dois sentidos com quatro faixas, sendo uma seletiva (permitida apenas o tráfego de ônibus e táxis e veículos oficiais (Legislativo, judiciário, executivo, forças armadas, ambulâncias, policias, corpo de bombeiros e carros de resgates), mais pista lateral com duas faixas para permitir o fluxo de veículos local.
- Acari ↔  Guadalupe: Uma pista central nos dois sentidos com quatro faixas, sendo uma seletiva(permitida apenas o tráfego de ônibus e táxis), sendo excluída a pista lateral para tráfego local. Excepcionalmente em Guadalupe uma pista central nos dois sentidos com quatro faixas, sendo uma seletiva(permitida apenas o tráfego de ônibus e táxis), mais pista lateral com duas faixas para permitir o fluxo de veículos local. Vale observar que nos dois sentidos a pista sofre alterações: no sentido Zona Oeste extingue-se a faixa seletiva, enquanto no sentido Centro é aberta a faixa.
- Deodoro ↔ Santa Cruz: A via é composta por três faixas de rolamentos nos sentidos Zona Oeste e Centro, com acessos locais aos bairros em que corta a via. Não há faixa seletiva neste trecho.

### Percurso da Avenida Brasil na Zona Oeste
Atravessa diversos bairros da Zona Oeste, começando mais ao norte no viaduto que transpõe a Estrada de Ferro Central do Brasil, em Deodoro até Santa Cruz, onde fica o ponto mais ao sul da Avenida Brasil, a Avenida João XXIII. É localizada na  região periférica da cidade e que está sofrendo as consequências de uma ocupação muito rápida do solo ao longo de sua existência e reduzidos índices de desenvolvimento humano (IDH). Essa área também responde pela ligação às vias locais da Zona Oeste, através do sistema rodoviário (automóvel e os ônibus), que ligam aos polos mais importantes da região: Bangu, Campo Grande e Santa Cruz. Existe ocupação expressiva de indústrias, principalmente próximo ao acesso da Estrada do Pedregoso, em Campo Grande.
A partir de 2001, recebeu novas alças de acesso, em vários bairros como Santíssimo, Realengo, Bangu e Deodoro.

#### Vias integrantes
- Estrada Marechal Alencastro, próximo à Deodoro, Ricardo de Alburquerque e ao município de Nilópolis.
- Estrada do Engenho Novo, em Realengo.
- Rua Nilópolis, em Realengo.
- Estrada da Cancela Preta, em Padre Miguel.
- Estrada General Americano Freire, em Padre Miguel.
- Avenida Doutora Maria Estela, em Bangu.
- Estrada Guandu do Sena, próximo ao Parque do Mendanha, em Bangu.
- Rua Catiri, no sub-bairro de Vila Catiri, em Bangu.
- Acesso ao bairro da Vila Kennedy.
- Alça de acesso, através da Estrada do Quafá à Santíssimo.
- Acesso na Estrada do Mendanha, que liga a Serra do Mendanha até o centro de Campo Grande.
- Acesso na Estrada do Pedregoso, que se encontra a Estrada do Mendanha na Serra dita antes até o 2°encontro com a Estrada do Mendanha.
- Entroncamento em que se acessa a BR-465, que liga Seropédica até as proximidades do centro de Campo Grande.
- Vias locais de Paciência.
- Rio-Santos.
- Avenida João XXIII.

### Primeira parte do percurso da Avenida Brasil na Zona Norte
É a parte mais curta da Avenida Brasil. A ocupação do solo de Acari as margens da Avenida Brasil, por exemplo, data da década de 1950, A faixa seletiva, que se abre e fecha em Guadalupe nos dois sentidos, permite que as linhas do sistema de ônibus que fazem o trajeto Zona Oeste ↔ Centro iniciem/terminem o seu serviço expresso, eliminando as paradas na Avenida Brasil, durante o horário comercial.

#### Vias integrantes
- Rua Marcos de Macedo, em Guadalupe.
- Estrada do Camboatá, em Deodoro.
- Rua Luís Coutinho Cavalcanti, em Guadalupe.
- Acesso para a Estrada João Paulo, em Barros Filho.
- Acesso para a Avenida Automóvel Clube, em Coelho Neto.

### Segundo parte do percurso da Avenida Brasil na Zona Norte
A parte da Avenida Brasil com trânsito mais intenso da cidade do Rio de Janeiro, com vias expressas que fornecem trânsito intenso que muitas vezes excede a capacidade, como visto no horário de pico ou em feriados, quando há o fluxo para casas de veraneio através do trajeto Av. Brasil ↔ Região dos Lagos. Atravessa vários bairros com importância estratégica na cidade como Irajá, bairro onde fica um dos maiores entrepostos de hortifrutigranjeiros da América Latina, Penha - onde localiza-se o Mercado São Sebastião e Bonsucesso, localização do acesso para a Linha Amarela.
Três dos principais conexões da cidade se encontram nessa área: o Trevo das Missões, o Trevo das Margaridas, o Viaduto Celso Furtado e o Viaduto de Manguinhos que conectam a BR-040, a BR-116, a Linha Vermelha e a Linha Amarela respectivamente. Na altura do Caju, a faixa seletiva terá chegado ao seu limite norte, no Caju. Somente na área original(antes ser alongada até Guadalupe) Trevo das Margaridas ↔ Caju, possui 15 km de extensão. Foi assegurado no início de 2010, investimentos nessa área da Avenida Brasil, cujo asfalto está em estado crítico.
Deve admitir-se novamente a importância dos automóveis, assim como o sistema municipal e intermunicipal de ônibus, que foi impulsionada com a falta de investimentos públicos na manutenção e expansão do transporte ferroviário, em boa parte da década de 1980: participação expressiva de linhas urbanas tanto com serviço parador ou rápido fazendo o trajeto Zona Norte ↔ Centro e também Baixada ↔ Central do Brasil, esta última respondendo por uma boa parte da migração pendular na Região Metropolitana do Rio de Janeiro, embora muito pulverizada.
Uma parcela da ocupação do solo desta região provém do período pré-Variante de Acesso à Rio-Petrópolis.

#### Vias integrantes
- Entroncamentos com a Linha Vermelha e a Ponte Rio-Niterói em São Cristóvão.
- Acesso ao Viaduto Ataulfo Alves, em Benfica.
- Entroncamento na Linha Amarela, em Manguinhos.
- Acesso para a Ilha do Fundão e a Linha Vermelha, além de um lago de água salgada chamado de Piscinão de Ramos, situado na antiga Praia de Ramos (Avenida Brigadeiro Trompowski).
- Acessos para Brás de Pina e Vila da Penha. Onde localiza-se o Mercado São Sebastião (Penha).
- Entroncamento em Cordovil para o Trevo das Missões e para o interior de Cordovil.
- Cruza-se Rua Bulhões Marcial garantindo o acesso para Vigário Geral, Jardim América e o município de Duque de Caxias, onde se torna Avenida Leonel de Moura Brizola.
- Trevo das Margaridas na altura de Jardim América e Irajá, com vários hotéis no seu entorno.

## Cronologia ao longo da História da Avenida Brasil

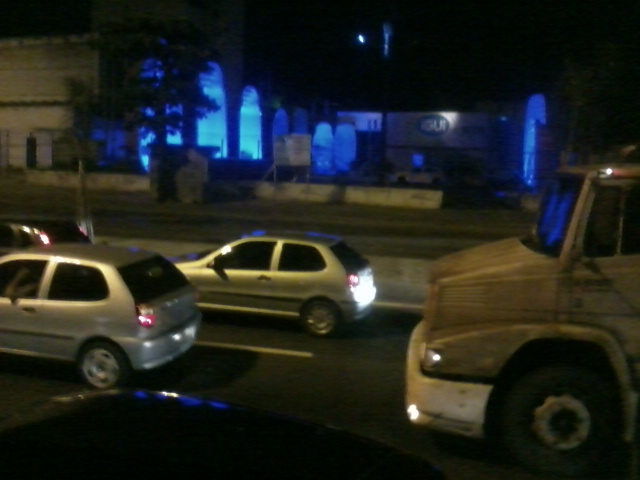
A Avenida Brasil engarrafada durante a noite, próximo ao bairro de Olaria

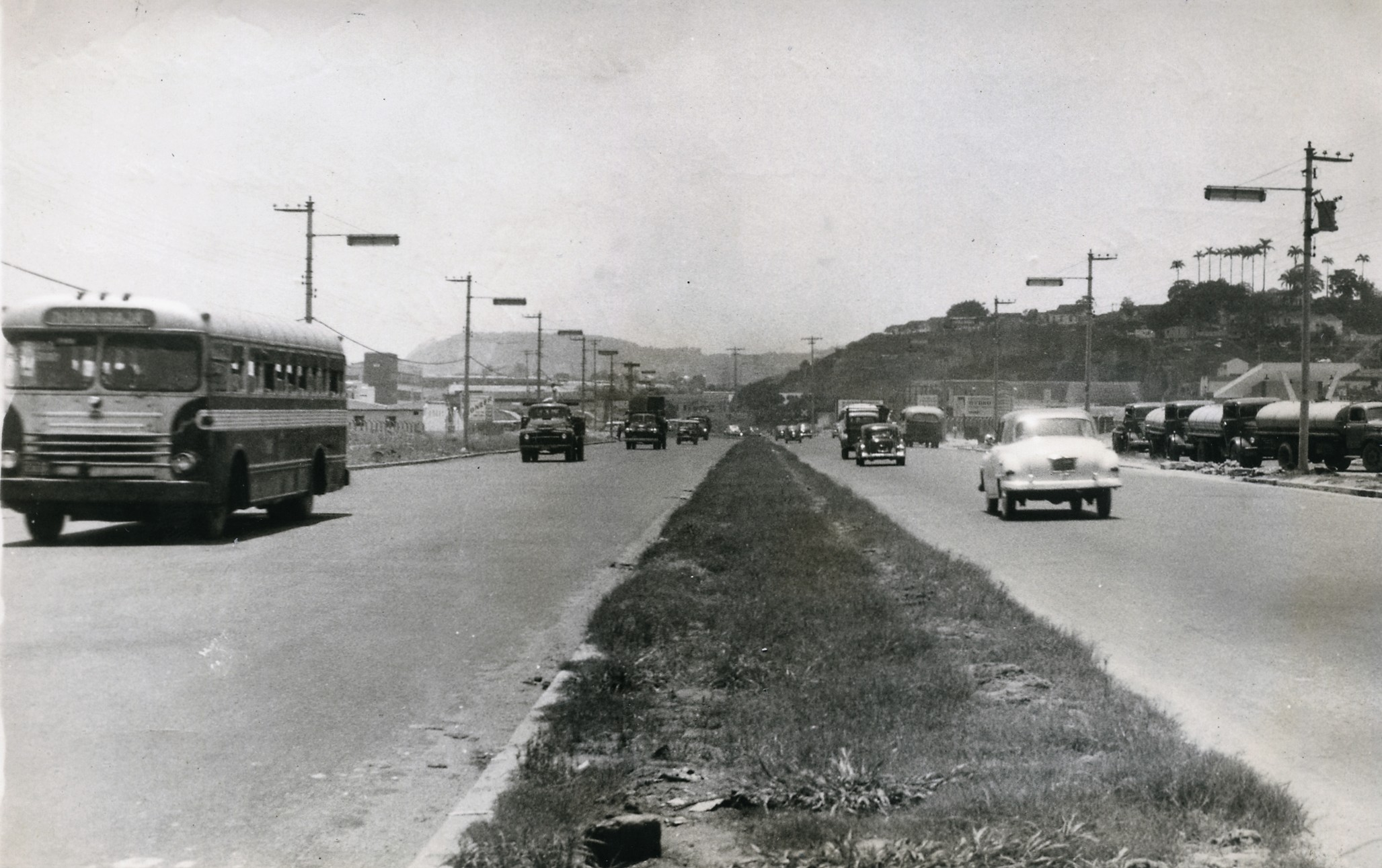
Imagem histórica, do Fundo Correio da Manhã.

### Década de 1930
- Em dezembro de 1939: Sancionado decreto autorizando a desapropriação de propriedades (terrenos) para construção da "Variante de Acesso à Rio-Petrópolis", atualmente Avenida Brasil, ligando a área portuária carioca e o que seria o atual bairro de Parada de Lucas.

### Década de 1940
- 1940: Início das obras de implantação da Variante de Acesso à Rio-Petrópolis, na primeira fase uma auto-estrada de 15 quilômetros entre o Cais do Porto e Parada de Lucas com duas pistas centrais(mão e contra-mão) com 10 m de largura e duas pistas laterais(mão e contra-mão) de 6 m. Sua velocidade máxima projetada era 100 km/h e mensurava 4.000 veículos/hora/sentido.
- 1943: O Distrito Federal já tem iniciada as obras de abertura da Avenida Brasil e concluída uma fração da auto-estrada no atual bairro de Manguinhos, e pavimentada com placas de concreto.
- Julho de 1945: Era possível trafegar da Rua Bela, em São Cristóvão até a atual Avenida Lobo Júnior, na Penha.
- 1946: Inauguração da Avenida Brasil, sobre aterro da orla da Baía da Guanabara, com o objetivo de deslocar o fluxo de veículos provenientes de São Paulo e de Petrópolis (Rio-Petrópolis).

### Década de 1950
- 20 de junho de 1950: Duplicação da via entre o que seria o atual bairro de Bonsucesso e o Rio Faria. Inaugurada na já nomeada Avenida das Bandeiras, ponte dupla em Coelho Neto pretendendo conectar o trecho Realengo ↔ Deodoro ↔ Coelho Neto.
- 1951: Construção do Viaduto de Barros Filho (atual Viaduto João Paulo) - concluído em 1952, do Trevo das Missões; para facilitar a ida e vinda para Petrópolis e do Viaduto de Deodoro.
- 1951: Inauguração do Trevo das Margaridas no bairro de Irajá, para acesso à Rodovia Presidente Dutra.
- 1954: Construção do viaduto do Galeão.
- 1957: Entregue acesso à Avenida Brigadeiro Trompowski.
- 1959: Entregue viaduto sobre Estrada do Sete Riachos, atual Santíssimo, nas Avenida das Bandeiras, paralela à Avenida Brasil e continuação do prolongamento da mesma aos trechos Bangu ↔ Mendanha ↔  Antiga Estrada Rio-São Paulo (viadutos na área de Campo Grande - atual sub-bairro Pedregoso), também inaugurada pista lateral na região de Cordovil (trevo das Missões) na Avenida Brasil e nos refúgios centrais e laterais  no trecho do Viaduto do Galeão até Bonsucesso. Segunda pista na Avenida das Bandeiras no trecho atual Irajá ↔ atual Coelho Neto. E o ajardinamento inicial do refúgio central.

### Década de 1960
- 1960: Mercado São Sebastião é inaugurado.
- 1961: O decreto de número 471 unifica as duas avenidas: Avenida Brasil e Avenida das Bandeiras, tornando-se uma via conectando Caju ↔ Campo Grande.
- 1962: Entregue a duplicação da unificada Avenida Brasil, entre o que são atualmente, os bairros de Barros Filho e Deodoro.
- 1962: Inauguradas mais vias laterais à Avenida Brasil, também prolongada de Campo Grande (em pista simples) para Santa Cruz, concluídas em 1965.

### Década de 1970
- 1972: Remodelação da Avenida Brasil no trecho de onde se encontra o Caju até a atual Rodovia Presidente Dutra com mureta de concreto new jersey, estreitamento do canteiros para ganhar mais 2 pistas (mão e contra-mão), somando 4 faixas. Inauguradas as primeiras passarelas.
- 13 de setembro de 1974: Inauguração do viaduto ferroviário Engenheiro Roberto Khede, para eliminar passagem de nível da RFFSA na Avenida Brasil.
- 1978: A Avenida Brasil chega a 34 passarelas, majoritariamente com escadas. A minoria, 13, é acessada com rampas.

### Década de 1980
- Entregue a faixa seletiva, com objetivo de inibir o crescimento de carros particulares e aumentar a faixa de velocidade média dos ônibus urbanos que fazem deslocamento da Zona Norte e Zona Oeste para o centro da cidade do Rio de Janeiro.
- 1984: Início da duplicação do viaduto de Parada de Lucas e inaugurado em 9 de dezembro de 1986 com 86 m.

### Década de 1990
- 1993: A Prefeitura do Rio de Janeiro assume a manutenção da Avenida Brasil, antes incumbida ao DNER (atual DNIT), através do Decreto n.º18.512, de 11 de fevereiro de 1993, publicado no Diário Oficial do Rio de Janeiro, Parte 1, de 12 de fevereiro de 1993, página 3.

### Década de 2000
- Em torno de 2002: Inicia-se as obras de remodelação, incluindo recapeamento na Avenida Brasil do trecho Santa Cruz ↔ Realengo. O trecho ganha uma faixa, tendo-se assim três faixas na mão e contra-mão.
- Junho de 2004: Inauguração do viaduto Ramirez Mozzato Gonzalez, construída onde se encontram o entroncamento do Elevado da Perimetral com a Avenida Brasil.
- 22 de novembro de 2004: Entregue rótula de acesso em Realengo, no entroncamento com a Estrada do Engenho Novo. Eliminado o último cruzamento com semáforo na Avenida Brasil. No mesmo ano, inaugurado o Viaduto Celso Furtado, conectando a pista central da Av.Brasil no Caju à Linha Vermelha para reduzir engarrafamentos nos horários de pico.
- 2005: Inaugurado um viaduto de acesso à Ricardo de Albuquerque.
- 2006: Entregue a quarta faixa da pista central da Avenida Brasil entre o bairro de Guadalupe e a Via Dutra(bairro de Irajá).

### Década de 2010
- 2010: A Secretaria Municipal de Obras e Conservação (SMO), órgão do Governo Municipal do Rio de Janeiro anunciou investimentos de R$ 57 milhões, que foram aplicados na recuperação do pavimento da via expressa - com um novo tipo de asfalto, composto por polímero, no trecho Caju ↔ Trevo das Margaridas - este último entroncamento com a Via Dutra, totalizando 17 km. Foi incluído a recuperação de calçadas, baias de ônibus e guarda-rodas. Estima-se que os trabalhos tiveram a duração de 1 ano e meio. A licitação foi marcada para abril.[8]
- 2011: Inaugurados os shoppings centers Via Brasil e Jardim Guadalupe, onde se melhoram o desenvolvimentos dos locais, onde estão situados.
- 2012: Inaugurada a nova sede da escola de samba Mocidade Independente de Padre Miguel, que foi palco de grandes eventos.
- 2016: Inaugurado o trevo de acesso à via expressa TransOlímpica, na altura do bairro de Magalhães Bastos.[9]

## Consequências da construção da Avenida Brasil

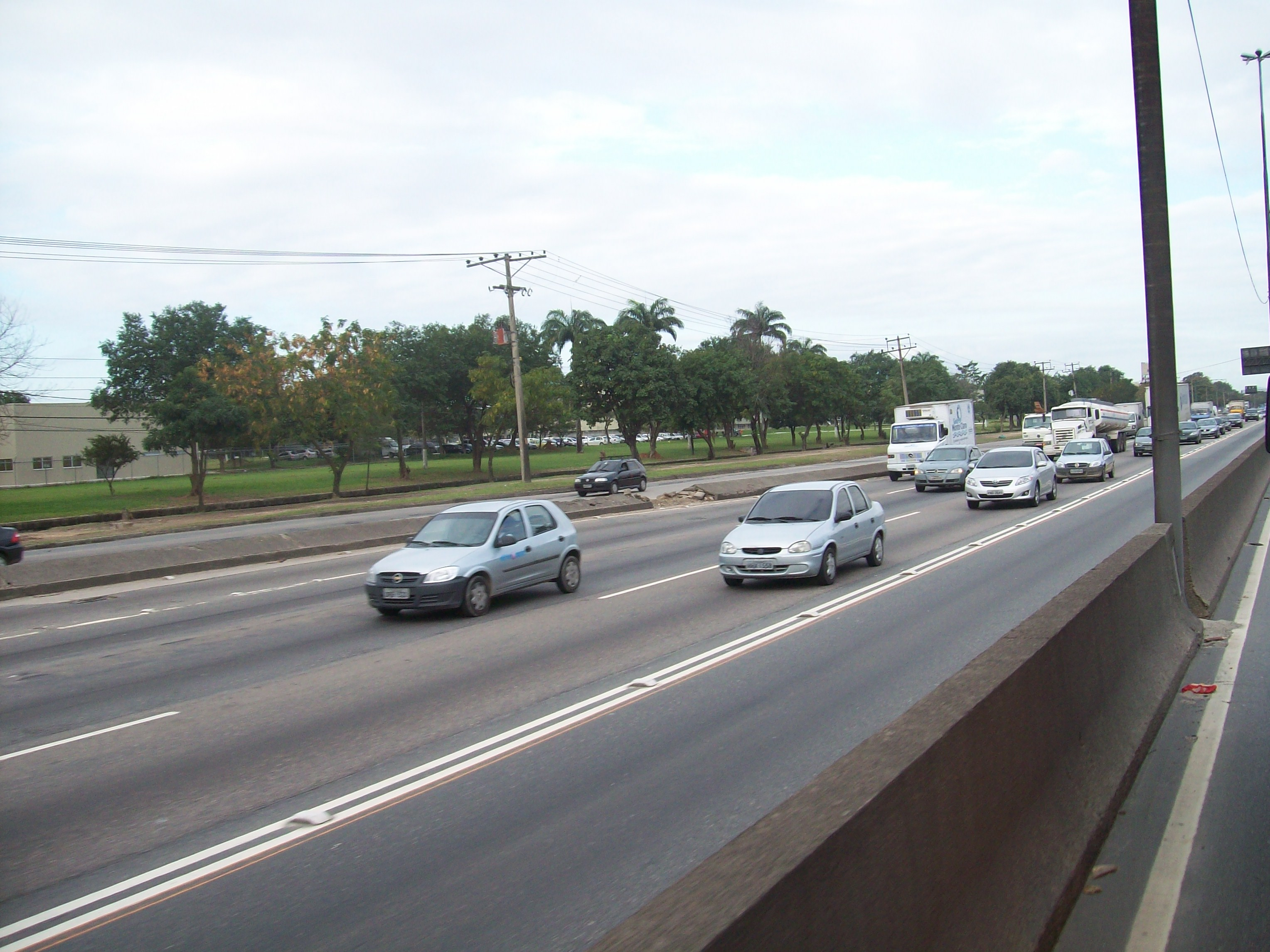
Tráfego no sentido Centro—Zona Oeste.

- Criação de inúmeras linhas radiais, isto é, linhas de ônibus que possuem como ponto de partida a Zona Norte ou a Oeste carioca destinando-se ao Centro da cidade via Avenida Brasil.
- Popularização e o refortalecimento do sistema rodoviário, automotivo e do ônibus urbano na cidade do Rio de Janeiro e arredores.
- Influência na criação de linhas da Baixada para o Centro da cidade, com o ponto final próximo à Estação da Central do Brasil.
- A implantação da Avenida Brasil na cidade provocou constantes engarrafamentos, provavelmente colocando-no com o papel de recurso antieconômico para se transportar.
- Criação de vias expressas alternativas à Avenida Brasil, devido o sobrecarregamento da via (Linha Vermelha, Amarela, TransOlímpica e futuramente, Via Light).
- Surgimento das linhas de ônibus urbanos e rodoviários com serviços especiais, que utilizavam a faixa especial (seletiva) inaugurada na década de 1980, de Guadalupe (inicialmente Irajá) até São Cristóvão, para ampliar a velocidade média dos ônibus na seletiva de 40 para 60 quilômetros horários(aumento de 50%) e consequentemente trazer motoristas de carros para os ônibus.
- A construção da Avenida Brasil, provocou crescente urbanização, ou seja, na medida eram instaladas fábricas em todo o seu diâmetro, bairros surgiam, e em casos extremos, até favelas.

## BRT TransBrasil

O BRT TransBrasil é o 4º corredor exclusivo para ônibus articulados, que, junto com a TransCarioca, TransOeste, TransOlímpica e Via Light, faz parte do conjunto de obras viárias que visou preparar o Rio para as Olimpíadas de 2016. O corredor segue em obras em 2023.

## Disputa de título
O título de maior rua do Brasil é da Avenida Sapopemba. Há contestações sobre o título, considerando a Avenida Brasil no Rio de Janeiro como a maior rua do Brasil por ter 58 km de extensão, porém esta apresenta diversos trechos em rodovias federais (BR-040,  BR-116,  BR-465 e BR-101, sendo inclusive o maior trecho urbano da BR-101, ligando a BR-101 norte (Ponte Rio-Niterói e Rodovia Rio-Vitória/Niterói-Manilha) à BR-101 sul (Rodovia Rio-Santos). Como previsto pelo CTB (Código de Trânsito Brasileiro) em seu artigo 60 uma rua, avenida, viela ou caminho são consideradas como via urbana, enquanto uma rodovia é uma via rural tendo aplicações diferentes. O Instituto Brasileiro de Geografia e Estatística (IBGE) considera a Avenida Brasil como "a maior via expressa da cidade e do país".